# 全米警察24時 コップス
『全米警察24時 コップス』（ぜんべいけいさつにじゅうよじ コップス）とは、FOXで1989年から2013年、その後はパラマウント・ネットワークなどで2020年まで放送されていたリアリティ番組。テーマ曲はインナー・サークルのバッド・ボーイズ(''Bad Boys'')。

## 概要
日本の民放テレビ各局で放映されている『警察24時』と銘打たれている番組と似た番組とも言える。ただし、『警察24時』はパトカーを取材クルーが追う形なのに対して、『コップス』ではパトカーにカメラマンが同乗することが基本であり、指令を受け現場に急行し、事件の現場をそのまま伝えるスタイルが売りとなっている。
2014年8月26日、米ネブラスカ州オマハでの強盗事件の現場に駆けつけた警官に同行していた当番組スタッフで音声技術者の撮影チームの男性が、警官が容疑者に向け撃った銃弾に当たり死亡する事故が起きた。事件の容疑者も射殺されたが、発砲していたのは空気銃だったことが後に分かった。 
2020年6月、ジョージ・フロイドの死を巡るデモの激化により放送中止となったが、同年10月に新しいエピソードの制作は進行中だと報道された。

## 番組の流れ
- オープニング

ドキュメントである以上犯罪者が映し出されるのと、音は「ピー」で消されているものの放送禁止用語を吐き捨てる者が出る場合もあり、暴力的な場面もあるため、冒頭に、未成年者が見る場合は保護者の適切な助言が必要になるとの注意文が入る。その後にバッドボーイズをBGMに、放送内容のダイジェストが流れる。
- 本編

取材した警察官のコメントが入る形で始まる場合が多く、その後パトロールやその他任務の様子が映し出される。画面左隅には警察官の氏名階級、所属、その場所、発生した事案の種類が表示される。映像にはBGMやナレーションは一切つかない。事案の状況は警察官自身による説明や、警察官同士のやり取り、警察官の対応で大よそ判断できる。
- エンディング

スタッフロールが表示され、バッドボーイズが流れる。
上記のように、日本の警察24時と比べればかなり淡々とした内容である。面白そうな画は選ばれているが、日本の番組のような刑事ドラマ風の演出は行われず、タレントが出演するようなこともない。但しアメリカの警察密着ドキュメントが全てそうだというわけではなく、他の番組ではBGM、ナレーション、再現映像などが使われる場合が多い。

## 日本での放送
FOX SPORTS ENTERTAINMENTで放送中。2007年にはFOXと同じニューズコーポレーション傘下のマイネットワークTVでジェイル（Jail。刑務所の事）という同形式の番組が放送されている。

## 他への影響
警察密着ドキュメント番組としては長く放送されて広く親しまれていることから、その演出や情景は様々な作品にも影響を与えており、警察系のネタをコップスのパロディにするのは今では古典的な手法になっている。
- 映画「セブン」で監督のデビッド・フィンチャーは「肩越しに後部座席から徐々に見えるようカメラを動かす」という単純な撮影技法を採用した。この撮影方法は本番組のカメラアングルを参考にしたものである。

- 映画「バッドボーイズ (1995年の映画)シリーズ」では、主人公の2人（マーティン・ローレンスとウィル・スミス）がテーマ曲を口ずさむシーンが度々登場するが、歌えるのはサビの部分のみで後半は歌えず、歌詞を覚えろよというシーンが毎作必ず登場する。

- SFドラマ「Xファイル」では、「X-コップス」(第151話)が製作された。これはコップスのパロディである。あらすじは、ロサンジェルス郡保安局のパトカーに同乗していたコップスのカメラマンが保安官助手と共に不可思議な事件に遭遇し、途中から捜査に加わったモルダーとスカリーを追いかけるようになると言うもの。
- コメディ番組「マッドTV!」では、コップスを模したクレイアニメが放映された。

上記の番組はいずれも、コップスを製作しているのと同じフォックス放送製作によるもの。
- マイケル・ムーア監督は自作品『ボウリング・フォー・コロンバイン』において、企業犯罪を摘発する「企業コップス」というネタを行った。ネタの導入部ではバッドボーイズが流れ、企業経営者を引きずりまわすマイケル・ムーア捜査官の姿が映し出される（但し内容自体は、違法行為を行った企業に突撃取材をするといういつもの彼の手法）。また当番組が視聴者に与える心理的影響やその編集意図（番組で取り扱われる事件の犯人は黒人が多いことなど）についてもコメントした。

- コメディ映画「ブルー・ストリーク」では、主人公の窃盗犯が刑事に成りすまして警察署に侵入するにあたり、COPSを見て警察官の言動を勉強する場面があった。

- スターウォーズファン有志によって作られた「トループス（英語: Troops）」という作品もある。これは「スター・ウォーズ・シリーズ」のストームトルーパーに密着するドキュメント番組という内容で、導入から終わりまでコップス風に作られている[3][4]。

- スイッチを押すことで音声や動作をするアメリカのパトカーのおもちゃには、ボタンを押すことでバッドボーイズ風の音楽が鳴るものがある。飽くまで雰囲気が似せてあるだけで、メロディなどは全く異なる。これは一時期だが、日本のトイザらスでも販売されていた。

このようにコップスはアメリカを代表する警察密着ドキュメント番組であり、またバッドボーイズはある意味「警察のテーマ曲」としてアメリカでは広く人々に認知されている。

## ゲーム
- 「Cops on Patrol」- Androidゲーム。

## 参考資料
1. ↑  Andreeva, Nellie (2020年6月9日). “‘Cops’ Canceled By Paramount Network; ‘Live PD’ Return Evaluated By A&E” (英語). Deadline. 2021年5月9日閲覧。
2. ↑  Andreeva, Nellie (2020年10月2日). “‘Cops’ Back In Production On New Episodes Following Cancellation” (英語). Deadline. 2021年5月9日閲覧。
3. ↑  topics5-2、おたくウィークリー 1998.6.27号内。
4. ↑  『スター・ウォーズ』のパロディー作品に情熱を注ぐファンたち(下)、WIRED、2002年5月21日。